# Hylocomiopsis ovicarpa
Hylocomiopsis ovicarpa är en bladmossart som beskrevs av Jules Cardot 1913. Hylocomiopsis ovicarpa ingår i släktet Hylocomiopsis och familjen Thuidiaceae. Inga underarter finns listade i Catalogue of Life.